# 国际文凭
國際文憑（International Baccalaureate，简称IB）是一個非營利性質的國際教育基金會，成立於1968年，總部設在瑞士的日內瓦，在新加坡、布宜諾斯艾利斯和紐約分別設有辦事處。國際文憑組織面向全世界的兒童和青少年提供四個國際文憑教育項目：小學項目（PYP）、中學項目（MYP）、大學預科項目（DP）和職業相關課程（CP）。在2009年2月，全世界有134個國家地區的2572所學校、超過69.8萬學生採用了這些教育項目。國際文憑組織的課程與評估中心（IBCA）設在英國的加的夫。

## 宗旨
國際文憑組織的使命宣言是：培養勤學好問、知識淵博、富有愛心的年輕人，他們通過對多元文化的理解和尊重，為開創更美好、更和平的世界貢獻力量。為了實現這個目標，國際文憑組織與眾多的學校、政府以及其它國際組織進行合作，開發出一系列具有挑戰性的國際教育項目和嚴格的評估制度。這些項目鼓勵世界各地的學生成長為既積極進取又富有同情心的終身學習者，他們理解儘管人與人之間存在著差異，但他人的意見也可能是正確的。

## 課程
國際文憑組織通過位於世界各地的學校向學生提供課程，該等課程常稱為IB課程，由經過國際文憑組織認證的學校開辦。IB學制不重視學生在校內的成績排名，而著重學生的溝通能力、思考力及對活動的參與。IB學制注重學生的英文水平，英國文學是IBDP程度的必修科，需要完成數千字的論文。IB學制是一個獨立的資歷架構，並不一定與學校所在地政府提供的教育制度接軌，但IB文憑的國際認可性高，受到美國、加拿大、英國、澳洲、紐西蘭、歐洲地區，以至香港、新加坡等地的主要大學承認，IB文憑可作為報讀高等院校的資歷，成績較佳的學生，都能憑IB文憑考入包括英國的劍橋大學、牛津大學、倫敦帝國學院、倫敦政治經濟學院及倫敦大學學院；美國的長春藤大學聯盟的知名大學，包括布朗大學、哥倫比亞大學、康奈爾大學、達特茅斯學院、哈佛大學、賓夕法尼亞大學、普林斯頓大學、耶魯大學；也可報讀加州大學（柏克萊）分校、加州大學（洛杉磯）分校，以及芝加哥大學。

## 世界各地

### 香港
香港目前有50多間學校取得IB認證可開辦IB課程，其中29間獲准開辦IB預科文憑（IBDP），完成預科程度的IB課程，可以直接報考世界各地，包括香港本地的大學，都有招收IB課程完成DP程度的學生。在香港開辦IB課程的學校都是私立學校，直資學校或國際學校，學費明顯較政府津貼學校為高，就讀的學生多來自富裕階層。雖然IB課程在國際上是廣受認可的學制，但IB課程與香港政府的官立或津貼中小學的課程並不接軌，中途轉讀課程會有困難，就讀IB課程的學生也難以報考根據香港本地學制規劃的DSE，所以不能以DSE成績JUPAS報讀香港本地大學，需要以Non-JUPAS報讀，但因為此機制可分配學額遠較聯招少，獲取錄的難度較直接報讀海外知名大學為高，所以在香港從小學開始接受IB學制教育的學生，都會在完成IB的預科課程後，選擇到外地接受高等教育。

### 中國大陸
中國大陸目前有189所學校獲得授權開辦IB課程，其中129所獲准開辦IB預科文憑項目（DP）。 由於IB預科文憑項目時長為2年，與本地學制高中3年的時長不相匹配，因此開辦IB課程的很多國際學校會讓就讀10年級（高一）的學生學習本地課程、校本課程或IGCSE等其他課程，于11年級（高二）再正式開始DP課程的學習。